# Kaoru Kanetaka
Kaoru Kanetaka (ur. w 1928 w Kobe, zm. 6 stycznia 2019) – japońska podróżniczka.

## Życiorys
Studiowała na uniwersytecie w Los Angeles. Po powrocie do rodzinnego kraju zaczęła pisać na tematy podróżnicze. Współpracowała m.in. z dziennikiem „The Japan Times”, a w swoim dorobku dziennikarskim ma wywiady z takimi osobistościami jak John F. Kennedy i książę Karol. Była producentką telewizyjną i dziennikarką podróżniczą. Popularność zyskała jako reporterka – w latach 1959–1990 prowadziła program telewizyjny „Kaoru Kanetaka Sekai no Tabi” (pol. Podróże dookoła świata Kaoru Kanetaki). W ciągu 30 lat emisji dokumentu przebyła ponad 7 milionów kilometrów. Ustanowiła rekord długości lotu samolotem komercyjnym wynoszący 73 godziny, 9 minut i 35 sekund.